# Шахпурабад
Шахпураба́д (перс. شاپورآباد‎) — город в центральном Иране, в провинции Исфахан. Входит в состав шахрестана Борхар-э-Мейме.

## География
Город находится в юго-западной части Исфахана, в гористой местности восточного Загроса, на высоте 1567 метров над уровнем моря.
Шахпурабад расположен на расстоянии приблизительно 14 километров к северо-северо-востоку (NNE) от Исфахана, административного центра провинции и на расстоянии 310 километров к югу от Тегерана, столицы страны. Ближайший гражданский аэропорт расположен в городе Исфахан.

## Население
По данным переписи, на 2006 год население составляло 5 172 человека.
В национальном составе преобладают персы, в конфессиональном — мусульмане-шииты.